# Gerard de Limesay
Gerard de Limesay, también Gerard de Limési (Latín medieval: Gerardus de Limesey (Gerhart), c. 1100-1185), fue un noble caballero anglonormando de Pirton, Hertfordshire, Inglaterra. Señor de Bradewell y Wolverley, barón de Limesay. Benefactor del Priorato de Hertford, a quien donó propiedades por el alma de su esposa Amicia. Hijo de Ralph [Raoul] de Limési (c. 1068-1129), hijo de una hermana de Guillermo el Conquistador. 

## Herencia
Se casó con Amicia de Bidun (c. 1125-?), hija de Halenald de Bidun. Fruto de esa relación nacieron varios hijos:
- John Lindsay (c. 1122-1193);
- Gerard II Lindsay (c. 1128-1185);[5]
- Amabilia de Lindsay (c. 1130-1205). Se casó tres veces:

1. Hugo Bardolf, de Norfolk.[6]
2. John de Braose, barón de Bramber y Gower.[7]
3. Robert de Ropsley, de Lincolnshire.[5]

- Matilda de Limesey (de Beauchamp, c. 1140-?);
- Basilia de Lindsay (c. 1143-1225). Esposa de Hugo I de Odingsells (c. 1128-1175);[5]
- Eleanor [Alicia] de Limesey (c. 1165-1197). Esposa de William de Lindsay, señor de Luffness, Ercildoune y Crawford (c. 1148-1200);[8]
- Beatrice de Limesi (c. 1133-?). Se casó con Reginald FitzUrse, uno de los caballeros que asesinaron a Thomas Becket en 1170.

### En debate
- Sara de Bidun;
- Alan Lindsay (1126-?). Algunos genealogistas inducen a pensar que Alan de Limesay (c. 1126-?) fue padre de Gerard I, por lo tanto nieto de Randulfo,[9][10] mientras que historiadores más modernos consideran que Alan era hijo de Gerard.[1]